# Turbína v Sládkovičově
Bývalý mlýn nazývaný dnes Turbína se nachází ve východní části města Sládkovičovo na řece Dudváh.
Původně barokní vodní mlýn na Dudváhu, patřící hraběti Esterházymu, po založení cukrovaru získali Kuffnerovci. Kolem roku 1912 ho adaptovali na malou vodní elektrárnu, která dodávala elektrickou energii pro veřejné osvětlení a důležité stavby ve městě (osvětlení administrativní budovy cukrovaru, fara, školka, kostel, zámek, budova družstva, a veřejná prostranství kolem zámečku, kostela a náměstí). Pohon elektrárny zajišťovala Francisova turbína umístěná v kašně při východní stěně budovy, k technickému zázemí elektrárny patřila i strojovna, přebudována z původní mlýnice. Budova původního barokního mlýna se zachovala ve svém půdorysném rozvrhu dodnes. Sestávala z výrobní části se zachovanou původní konstrukcí krovu a obytné části - domu mlynáře se zachovalými valenými klenbami s lunetami. 
Vzhledem ke své původní funkci i pozdějšímu využití je objekt unikátní technickou stavbou, dokládající nejstarší dějiny mlynářství v Sládkovičově a jeho okolí, jakož i počátky výroby elektrické energie.